# Ports Authority FC
El Ports Authority FC és un club de futbol de Sierra Leone de la ciutat de Freetown. Disputa els seus partits a l'Estadi Nacional de Sierra Leone. El club és propietat de les autoritats portuàries del país Sierra Leone Ports Authority (SLPA). Vesteix de color groc.

## Palmarès
- Lliga de Sierra Leone de futbol:[2]
  - 1973, 2008
- Copa de Sierra Leone de futbol:[3]
  - 1990, 1991

## Jugadors destacats
- Kewullay Conteh